# 팬서비스
팬서비스(fan service)는 팬을 위한 서비스를 의미하는 일본어 및 한국어식 영어이다.
연예인이나 스포츠 선수와 같은 유명인이 팬을 위하는 행위를 의미한다. 악수, 사인, 사진 찍기 등 팬들과의 교류에 적극적인 것에 대해 "팬서비스가 좋다"고 불린다.